# Мисокий (окръг, Мичиган)
Окръг Мисокий (на английски: Missaukee County) е окръг в щата Мичиган, Съединени американски щати. Площта му е 1487 km², а населението - 14 478 души (2000). Административен център е град Лейк Сити.